# غراهام سميث (أكاديمي)
غراهام سميث (بالإنجليزية: Graham Smith)‏ هو أكاديمي نيوزيلندي، ولد في 1950.